# Станция любви
«Станция любви» (каз. «Махаббат бекеті») — фильм-мелодрама казахстанского режиссёра Талгата Теменова, снятый по мотивам повести Теменова «Гульназ» (каз. «Гүлнәз») и вышедший на экраны в 1993 году. Сюжет фильма повествует о любовном треугольнике. Главную роль в фильме сыграла Баян Мухитденова, которая предстаёт в образе учащейся выпускного класса, в которую влюблены двое её одноклассников — Орал (Кубанычбек Адылов) и Женис (Бопеш Жандаев).

## Сюжет
Действие фильма начинается в 1980-е годы на одной из отдалённых железнодорожных станций под символичным названием Махабба́т (в пер. с каз. — «Любовь») на территории Казахской ССР.
Молодая девушка по имени Гульназ (Баян Мухитденова) приезжает на станцию к своему дяде, чтобы отучиться здесь последний год средней школы. Первым человеком, которого она встретила здесь, становится её будущий одноклассник Орал (Кубанычбек Адылов) — круглый сирота, живущий со своим дедушкой. С момента знакомства Орал проникается симпатией к новенькой девушке, но учитель решает посадить Гульназ не рядом с ним, а вместе с Женисом (Бопеш Жандаев). У Жениса также появляются чувства к соседке по парте и возникает классический любовный треугольник.
Соперничество между двумя одноклассниками в конце концов приводит к тому, что после выпускного вечера Орал, поссорившийся с Женисом, стреляет в него из охотничьего ружья. К счастью, Женис остаётся жив и решает простить Орала и того выпускают из под стражи. Благодарный за это Орал обещает Женису не показываться ему больше на глаза и переехать в другое место. Перед отъездом Орал хочет встретиться с Гульназ, но не застаёт её дома. Он просит её дядю передать письмо с разъяснением сложившихся обстоятельств, но дядя сжигает письмо. Воспользовавшись сложившейся ситуацией, Женис внушает Гульназ, что Орал оставил её, клянётся ей в любви и просит впредь быть только с ним.
Через некоторое время Орал, живущий и работающий в Алма-Ате, встречает на улице Жениса, который сообщает ему, что женится на Гульназ и приглашает его на свадьбу. Орал и Гульназ видятся на свадьбе, объясняются друг другу, но всё зашло слишком далеко и уже ничего невозможно исправить.
Спустя годы Орал едет на поезде на родную станцию Махаббат. В вагоне он встречает маленькую девочку и в ходе разговора узнаёт, что её мать развелась с отцом. Когда поезд останавливается на станции, девочка выходит под ручку с матерью, которой оказывается Гульназ. Фильм заканчивается на том, что Орал и Гульназ долго смотрят друг на друга, стоя у отъезжающего поезда.

## Скандал
В 2018 году режиссёр «Станция любви» Талгат Теменов обвинил Баян Алагузову в нарушении авторских прав и потребовал 50 тысяч долларов США. Поводом для скандала послужила картина «Станция судьбы», съемкой которой занималась Баян Алагузова и имеющая другой сценарий. Режиссёр назвал действия Алагузовой воровством его сценария, при том, что все права на сценарий и фильм «Станции любви» принадлежат государству (Министерству культуры и спорта Республики Казахстан), к тому же фильм снимался за счет государственного бюджета. В 2019 году Теменов подал иск к Министерству культуры и спорта Республики Казахстан, Баян Алагузовой и ТОО «Shine production» потребовав 30 млн тенге компенсации, и запрета проката и демонстрации фильма «Станция судьбы» или его отрывка на интернет-сайтах. Суд не нашел оснований для принятия мер и отказал в удовлетворении заявления Теменова.

## В ролях
- Гульназ — Баян Мухитденова
- Орал — Кубанычбек Адылов (озвучил Жан Байжанбаев)
- Женис — Бопеш Жандаев

## Съёмочная группа
- Режиссёр-постановщик — Талгат Теменов
- Сценарий — Талгат Теменов и Лейла Ахинжанова
- Оператор-постановщик — Алексей Беркович
- Художник-постановщик — Александр Ророкин
- Композитор — Тулеген Мухамеджанов
- Звукооператоры — Зинаида Мухамедханова и Жанабек Мухамедханов